# 奧利吉夫卡 (科澤利希納區)
49°9′57″N 33°50′6″E / 49.16583°N 33.83500°E
奧利吉夫卡（烏克蘭語：Ольгівка），是烏克蘭中部的村莊，隸屬波爾塔瓦州的克雷門丘克區。該村距離上茹日馬尼夫卡、布托亞里夫卡和帕什基夫卡1.5公里，海拔高度121米，2001年人口89。